# لوسی (فیلم ۲۰۱۴)
لوسی (به انگلیسی: Lucy) یک فیلم علمی–تخیلی و اکشن آمریکایی-فرانسوی محصول سال ۲۰۱۴، به نویسندگی و کارگردانی لوک بسون است. اسکارلت جوهانسون به عنوان شخصیت اصلی فیلم و مورگان فریمن نقش پروفسور نورمن را ایفا می‌کند. جوهانسون در این فیلم شخصیت لوسی را به تصویر می‌کشد، زنی که وقتی یک داروی نوتروپیک و روان‌گردان در دستگاه گردش خون او جذب می‌شود، توانایی‌های سایکوکینسیس به‌دست می‌آورد.
لوسی توسط یونیورسال استودیوز در ۲۵ ژوئیه ۲۰۱۴، در ایالات متحده به نمایش درآمد، و ۴۶۹ میلیون دلار در سراسر جهان فروش کرد در حالی که ۴۰ میلیون دلار بودجه ساخت آن بوده است. فیلم با واکنش‌های مثبتی از سوی منتقدان همراه بود، اما همچنان نقدهای جانبدارانه دریافت کرده است. اگرچه فیلم برای داشتن درون‌مایه، عناصر بصری و عملکرد بازیگری جوهانسون مورد تحسین قرار گرفت، اما بسیاری از منتقدان داستان آن را بی‌معنا دانستند، به‌ویژه تمرکز آن بر باور نادرست ده درصد از مغز و توانایی‌های ناشی از آن.

## داستان
لوسی، دختری آمریکایی است که در تایپه به تحصیل مشغول است. دوست‌پسر جدیدش، ریچارد، او را مجبور می‌کند تا یک کیف حاوی چهار بسته از ماده‌ای بسیار قوی و مصنوعی به نام CPH4 را به یک قاچاقچی خطرناک کره‌ای به نام آقای جانگ در هتل Regent تحویل دهد.
پس از آنکه ریچارد جلوی چشم لوسی کشته می‌شود، او توسط افراد جانگ اسیر شده و مجبور به حمل یکی از بسته‌ها به عنوان قاچاق‌بر انسانی می‌شود. بسته در داخل شکم لوسی دوخته می‌شود، اما با ضربه‌ای که به شکمش وارد می‌شود، بسته پاره شده و مقدار زیادی از دارو وارد بدنش می‌گردد.
این اتفاق باعث می‌شود توانایی‌های ذهنی و جسمی لوسی به‌طرز خارق‌العاده‌ای افزایش یابد. او قدرت‌هایی نظیر تله‌پاتی، تله‌کینزی، سفر ذهنی در زمان و نداشتن احساسات یا درد را به دست می‌آورد. لوسی با استفاده از این قابلیت‌ها، نگهبانان را می‌کشد و می‌گریزد.
او به بیمارستان نظامی می‌رود تا بسته را از بدنش خارج کنند. پزشک به او می‌گوید که CPH4 به‌طور طبیعی در بدن زنان باردار در هفته‌ی ششم بارداری تولید می‌شود و به جنین انرژی رشد می‌دهد—اما ماده‌ی موجود در بدن لوسی در دوزی غیرقابل تصور وارد شده است.
لوسی سپس به هتل جانگ بازمی‌گردد، محافظانش را از بین می‌برد و با استفاده از توانایی‌های ذهنی، محل دقیق سه قاچاق‌بر دیگر را که حامل بسته‌های باقی‌مانده CPH4 هستند، از ذهن جانگ استخراج می‌کند.
او با پروفسور ساموئل نورمن تماس می‌گیرد، دانشمندی که در زمینه ظرفیت مغز انسان تحقیق می‌کند. لوسی برایش ثابت می‌کند که به توانایی‌های خارق‌العاده‌ای دست یافته و تنها ۲۴ ساعت دیگر زنده است. وقتی از نورمن می‌پرسد که با این دانش چه کند، او پیشنهاد می‌دهد آن را منتقل کند.
لوسی برای دیدار با نورمن به پاریس پرواز می‌کند و از یک افسر پلیس محلی، دل ریو، می‌خواهد تا در یافتن بسته‌های باقی‌مانده کمکش کند. در طول پرواز، نوشیدن کمی شامپاین باعث واکنش شدید سلولی می‌شود، اما لوسی با مصرف مجدد ماده از فروپاشی بدنش جلوگیری می‌کند.
پس از به‌دست آوردن باقی بسته‌ها و ملاقات با نورمن و تیمش، لوسی تصمیم می‌گیرد تمام دانش خود را با آن‌ها به اشتراک بگذارد. در آزمایشگاه، درباره‌ی ماهیت زمان، زندگی و درک انسانی صحبت می‌کند. سپس با تزریق محتویات هر سه بسته CPH4 به‌صورت وریدی، مغز او به‌سرعت به ظرفیت کامل نزدیک می‌شود.
بدن لوسی به ماده‌ای سیاه‌رنگ تبدیل می‌شود که به تجهیزات آزمایشگاه نفوذ کرده و در نهایت به یک ابررایانه‌ی واحد تبدیل می‌شود. در این حین، لوسی به سفری ذهنی در میان زمان و فضا می‌رود؛ از گذشته‌ی بشریت و دیدار با اولین انسان (لوسی باستانی) تا مشاهده‌ی انفجار بزرگ و آغاز آفرینش.
در همین لحظه، جانگ وارد آزمایشگاه شده و سعی می‌کند لوسی را بکشد، اما لوسی پیش از شلیک، به ظرفیت کامل ذهنی می‌رسد و در فضا-زمان ناپدید می‌شود. تنها لباس‌هایش و ابررایانه‌ی سیاه باقی می‌ماند.
دل ریو وارد می‌شود و جانگ را می‌کشد. نورمن یک فلش درایو سیاه از ابررایانه دریافت می‌کند. سپس رایانه نیز ناپدید می‌شود. دل ریو با حیرت می‌پرسد لوسی کجاست؟ در همان لحظه، موبایلش پیامی دریافت می‌کند:
«من همه‌جا هستم.»
در پایان، صدای لوسی شنیده می‌شود:
«زندگی، یک میلیارد سال پیش به ما داده شد. حالا می‌دانی با آن چه باید بکنی.»

## بازیگران
- اسکارلت جوهانسون در نقش لوسی میلر،‌ یک حمل‌کننده مواد مخدر ناخواسته که به‌طور تصادفی دارویی مصرف می‌کند که تعداد بی‌شماری از قابلیت‌های آگاهانه ژنتیکی از پیش رمزگذاری شده را فعال می‌کند.
- مورگان فریمن در نقش پروفسور ساموئل نورمن، یک دانشمند و استاد دانشگاه پاریس که به توانایی‌های مختلف انسان‌ها آگاهی دارد.
- عمرو واکد در نقش پیر دل ریو، یک افسر پلیس فرانسوی
- چوی مین شیک در نقش آقای جانگ، قاچاقچی موادمخدر اهل کره جنوبی.
- جولیان رایند-تات در نقش هماورد مؤدب بریتانیایی که بسته‌های مواد مخدر را به حمل‌کننده‌ها می‌دوزد
- پیلو اسبک در نقش ریچارد، دوست‌پسر خلافکار لوسی در تایپه
- آنالی تیپتن در نقش کرولاین، هم‌اتاقی لوسی در تایپه